# Krzywowółka
Krzywowółka – wieś w rejonie teofipolskim, w obwodzie chmielnickim.